# Andoriani
Gli Andoriani sono una specie umanoide immaginaria dell'universo fantascientifico di Star Trek, apparsi per la prima volta nell'episodio Viaggio a Babel della seconda stagione della serie originale.
Gli Andoriani sono nativi di una luna ghiacciata di nome Andoria, che ruota attorno al pianeta Andor, capitale dell'Impero Andoriano. Nel 2161, l'Impero è uno dei quattro fondatori della Federazione dei pianeti uniti, unitamente a Tellariti, Umani e Vulcaniani.
Nel XXXII secolo Andoriani e Orioniani formano la Catena di Smeraldo (in inglese Emerald Chain), un sindacato capitalista capeggiato dall'Orioniana Osyraa.

## Storia degli Andoriani

### Storia antica e primi scontri con i Vulcaniani
Anticamente, il popolo degli Aenar si separò da loro come sottospecie, dopo essersi ritirato nelle Distese Settentrionali, divenendo per gli Andoriani come una sorta di mito.
Sempre in epoche passate, gli Andoriani usavano dei cutter per navigare sul ghiaccio. Il primo di essi a circumnavigare Andoria si chiamava Kumari. In suo onore, questo nome verrà usato anche per altri vascelli, pure quelli stellari.
Andoriani e Vulcaniani si sono sviluppati in sistemi stellari limitrofi e il loro primo contatto avvenne all'inizio del XX secolo. A detta vulcaniana, il primo contatto "sembrava promettente, nonostante le loro intense emozioni". Tuttavia, ben presto i Vulcaniani iniziarono a considerare i loro "vicini" come ingannevoli, favorevoli ad onorare "accordi che non vanno in conflitto con i loro [meri] interessi", a causa della loro natura territoriale e militaristica. Ben presto cominciò una disputa di confine, riconducibile alla metà del Novecento e durata per duecento anni, relativamente a un pianeta vicino al sistema di Andoria. Al riguardo, gli Andoriani ritenevano che l'unico deterrente ad una invasione vulcaniana era "la minaccia di una massiccia rappresaglia".
Negli anni '50 del XXI secolo, gli Andoriani terraformarono un planetoide di classe D che chiamarono Weytahn, in una posizione strategica sul confine tra il territorio andoriano e quello vulcaniano. Quando Andoria rifiutò all'Alto Comando Vulcaniano il permesso di ispezionare la colonia, per assicurarsi che non vi fossero possibili minacce, i Vulcaniani evacuarono il planetoide con la forza. Nel 2097, un trattato venne finalmente siglato, con i Vulcaniani che reclamarono Weytahn ufficialmente, rinominandolo Paan Mokar e posizionandovi attorno un satellite di sorveglianza.
Circa nel 2104, gli Andoriani scoprirono gli Aenar; da allora i due popoli mantennero contatti diplomatici. In un'epoca imprecisata prima del 2154, gli Andoriani entrarono in conflitto con i Tellariti e, secondo il loro ambasciatore Gral, gli incrociatori tellariti hanno respinto "quei demoni blu" nel loro territorio con la forza

### Contatto con la Terra e guerra fredda con i Vulcaniani
Nel tentativo di garantirsi una sorveglianza sicura sugli Andoriani, l'Alto Comando Vulcaniano realizzò una stazione d'osservazione altamente sofisticata sotto il monastero di P'Jem, un pianeta vulcaniano vicino ad Andoria. Nel 2151, il comandante della Guardia Imperiale Andoriana, Shran, svelò il segreto di P'Jem con l'aiuto dell'equipaggio di una nave stellare della Terra Unita, l'Enterprise NX-01, evento che diede inoltre inizio alle relazioni tra Umani e Andoriani. Dopo la distruzione del monastero, l'Alto Comando accusò la Flotta Stellare e il sub-comandante T'Pol per la perdita di P'Jem, che causò inoltre l'espulsione di sua madre dall'Accademia delle Scienze Vulcaniana e un aggravamento delle relazioni tra Vulcaniani e Umani.
Un altro argomento centrale della guerra fredda tra Vulcaniani e Andoriani fu Coridan, un pianeta di Classe M ricco di minerale di dilitio, indispensabile per la tecnologia a curvatura. Negli anni '50 del XXII secolo, su Coridan scoppiò una guerra civile, nella quale i ribelli, supportati dalla Guardia Imperiale Andoriana, tentarono di rovesciare il cancelliere e il suo governo, favoriti dall'Alto Comando Vulcaniano.
Nel 2152 scoppiò un nuovo conflitto su Weytahn, reclamato nuovamente dall'Impero Andoriano dopo essere rimasto deserto per circa sessant'anni. Con il conflitto in rapida escalation, Shran, alla guida delle forze andoriane d'invasione, chiese il capitano Jonathan Archer come mediatore per negoziare il cessate il fuoco, che fu infine seguito dal ritorno ai negoziati.
Dopo avere sentito che gli Xindi avevano attaccato la Terra nel 2153, la Guardia Imperiale inviò la nave Kumari al comando di Shran nella Distesa Delfica per localizzare l'Enterprise. Scoperto che l'Enterprise stava cercando un prototipo dell'arma xindi, la Guardia Imperiale decise di procurarsi tale tecnologia per una futura guerra con i Vulcaniani. Tuttavia il prototipo venne distrutto, obbligando gli Andoriani a tornare indietro a mani vuote. Prima di fare ritorno, però, Shran consegnò tutti i dati tecnici e tattici ottenuti dai sensori andoriani all'Enterprise, cosa che permise al suo equipaggio di impedire un secondo attacco alla Terra. Tre mesi dopo, Shran e la Kumari affiancarono apertamente la Terra, seguendo la traccia dell'arma xindi. La nave affrontò una nave da guerra xindi, attirando l'attenzione su di sé e permettendo all'Enterprise di distruggere l'arma.
All'insaputa degli Andoriani, i Vulcaniani avevano intercettato i dati e la telemetria del prototipo inviati su Andoria. I dati furono poi manipolati e usati dall'Amministratore V'Las per convincere l'Alto Comando che gli Andoriani stavano pianificando di usare il prototipo per potenziare la loro flotta e creare un'arma di distruzione di massa da usare contro Vulcano. Nel 2154, V'Las, sotto l'influenza di un agente romulano, ordinò un'invasione di Andoria e fece attirare il grosso della flotta andoriana vicino Weytahn creando false tracce di curvatura in prossimità del pianeta, mentre i Vulcaniani ammassavano una flotta di dodici incrociatori vicino a Regulus, oltre la sorveglianza andoriana. Nonostante l'Enterprise e l'ambasciatore vulcaniano Soval avessero avvertito Shran dell'incursione, gli Andoriani furono in grado di radunare solo sei navi da guerra poco lontano dal sistema andoriano, con l'Enterprise stessa che giunse nel tentativo di impedire la guerra. Dopo che le due flotte diedero il via agli scontri, in quella che fu chiamata la battaglia di Andoria, il ministro vulcaniano Kuvak fece pressione su V'Las per fermare l'attacco, nonostante stessero vincendo lo scontro, poiché l'effetto sorpresa era stato perso e si prevedevano pesanti perdite da entrambe le parti in un conflitto che si sarebbe protratto a lungo. Compreso che nessuno dei vascelli andoriani erano in possesso di armamento xindi, come detto da V'Las, Kuvak riuscì a prendere il controllo della flotta, a cui ordinò di ritirarsi, mettendo fine alla battaglia.

### Distensione diplomatica e Federazione dei Pianeti Uniti
Dopo la Riforma Vulcaniana l'Alto Comando Vulcaniano venne dissolto e il nuovo governo, guidato da Kuvak, iniziò una fase meno ostile verso Andoria, mettendo fine ad anni di guerra fredda e tensioni militari.
A novembre del 2154 diplomatici andoriani pianificarono un incontro con una delegazione tellarita, guidata dall'ambasciatore Gral, sul planetoide Babel. Lo scopo originale della conferenza era risolvere una disputa commerciale di lunga durata tra le due fazioni. Tuttavia, l'Impero Stellare Romulano iniziò a considerare lo stretto legame formato tra Andoriani, Tellariti e Umani come una minaccia. I Romulani tentarono quindi di destabilizzare la regione causando la Crisi di Babel usando dei droni in grado di camuffarsi in vascelli di altre fazioni. Sotto le sembianze di due incrociatori tellariti, i Romulani distrussero la Kumari causando la cancellazione della conferenza e quasi lo scoppio di un nuovo conflitto tra le due parti. Tuttavia, il capitano Archer fece calare la tensione rispondendo alla sfida di Shran, nella cerimonia Ushaan, uno scontro fino alla morte, proteggendo così Naarg, membro della delegazione tellarita, e risparmiando poi la vita di Shran stesso rendendolo incapace di continuare la lotta. Successivamente Archer riuscì a far collaborare Andoriani, Tellariti, Umani e Vulcaniani per trovare e distruggere i droni, ottenendo così l'effetto opposto di quanto sperato dai Romulani.
Risolta la Crisi di Babel, Andoria, la Terra e altri mondi compresero il valore del lavoro congiunto e si incontrarono in un'altra conferenza per fondare la Coalizione dei Pianeti, nel 2155. La conferenza venne disturbata da un movimento isolazionista umano chiamato “Terra Prime”, che riuscì a ottenere supporto tra la popolazione e istigare proteste di fronte all'ambasciata andoriana sulla Terra. Messo fine alle attività di Terra Prime, Archer fece riprendere la conferenza con un discorso appassionato a favore dell'esplorazione congiunta, ottenendo infine gli applausi di tutti i delegati.
Diversi partecipanti alla Coalizione dei Pianeti si avvicinarono ancor più quando il conflitto con l'Impero Stellare Romulano scoppiò in una vera e propria guerra nel 2156. Un'umiliante sconfitta da parte degli Umani e dei loro alleati – Andoriani, Tellariti e Vulcaniani – nella battaglia di Cheron, nel 2160, mise fine al conflitto, portando all'instaurazione di una Zona neutrale tra i due blocchi politici.
Nel 2161 gli Andoriani, assieme a Tellariti, Umani e Vulcaniani fondarono la Federazione dei pianeti uniti a San Francisco e diedero vita ad una Flotta Stellare congiunta. Per il 2164, il comandante Shran fu promosso generale e nominò Jonathan Archer come membro onorario della Guardia Imperiale Andoriana. Cinque anni dopo, nel 2169, Archer stesso divenne ambasciatore della Federazione su Andoria.
Come membro chiave della Federazione, Andoria fu rappresentata dall'ambasciatore Shras alla Conferenza di Babel circa un secolo dopo, nel 2268, durante la quale supportò l'ammissione di Coridan alla Federazione. Nel tentativo di sabotare la conferenza, un agente del Sindacato di Orione, travestito da aiutante di Shras, assassinò l'ambasciatore tellarita Gav, che si opponeva invece all'ingresso di Coridan nella Federazione.
È noto che nel 2286 Andoria aveva due rappresentanti nel Consiglio della Federazione mentre, a un certo punto prima del XXIV secolo, alcuni Andoriani sono ancora una minaccia per le navi della Flotta Stellare.
Per il 2366 non vi sono donne andoriane a bordo della USS Enterprise D ma almeno un Andoriano fece visita al pianeta Risa. Più tardi, lo stesso anno, mercanti andoriani erano in contatto con Kivas Fajo e si auguravano di poter fare un'offerta per delle spezie telluriane.
Nel 2369 e nel 2370, rispettivamente, trasporti e cargo andoriani operarono nei pressi della stazione spaziale Deep Space Nine.
Per gli anni '70 del XXIV secolo Andoria era una meta turistica popolare e l'Accademia Andoriana era una delle più rinomate scuole d'arte della Federazione.
Durante la guerra del Dominio l'importanza strategica del pianeta Andoria, sede del Ministero Andoriano dell'Agricoltura, era paragonabile a quella della Terra, di Beregaria VII e di Vulcano. Alla fine del 2374, Andoria era il potenziale obiettivo di un'invasione dopo l'occupazione di Betazed.

### Universo dello specchio
Nell'universo dello specchio, gli Andoriani sono una delle specie conquistate dall'Impero Terrestre, che ha concesso loro il permesso di unirsi alla Flotta Stellare Imperiale. Alcuni Andoriani hanno anche partecipato alla ribellione contro l'Impero, utilizzando le proprie navi da guerra.

## Gli Aenar
Gli Aenar sono una sottospecie degli Andoriani, privi della caratteristica pigmentazione blu, ciechi e provvisti di forti capacità telepatiche, anche a distanza. Considerata sempre una specie mitica da parte degli stessi Andoriani, all'inizio del XXI secolo è stata scoperta una comunità di poche migliaia di Aenar nella parte settentrionale di Andoria, protetta da un campo di energia. Non concepiscono l'uso della violenza e sono molto riservati, tant'è che pochissimi Andoriani hanno incontrato un Aenar di persona.

## Fisiologia degli Andoriani
La maggior parte degli Andoriani ha la pelle blu, con capelli bianchi o argentati. Gli Aenar hanno invece la pelle di colore bianco, sono ciechi e in grado di usare la telepatia. Le due specie sono geneticamente compatibili e in grado di generare prole mista.
Gli Andoriani hanno un più alto tasso metabolico rispetto agli Umani, cosa che li rende sensibili a infezioni in seguito a ferite da armi ad impulso di fase e a un più rapido sfinimento in condizioni di sforzo fisico. Tuttavia dimostrano una notevole resistenza a un'ampia gamma di condizioni ambientali. In climi dove le temperature si aggirano attorno al punto di ebollizione dell'acqua, un Andoriano può comunque vivere, nonostante perda il dieci per cento del suo peso corporeo in due giorni.
Poiché la fisiologia andoriana rende impossibile un'iniezione in vena, i medici somministrano medicinali attraverso iniezioni intramuscolari. Anche gli Andoriani possono richiedere una tonsillectomia.
Uno dei tratti più caratteristici degli Andoriani e degli Aenar sono le due antenne, posizionate in cima al capo e in grado di muoversi, grazie a muscoli volontari, anche singolarmente. Le antenne, perlomeno nel caso degli Andoriani, contribuiscono all'equilibrio: infatti, se uno di loro perde un'antenna rimane temporaneamente inabile, anche se in grado di riprendersi in pochi giorni. L'antenna persa ricrescerà poi in circa nove mesi, in metà tempo se trattata con massaggi craniali e stimolazione elettrica. La perdita di un'antenna non è un danno fisiologicamente grave in sé, ma viene considerato umiliante.
La posizione e la forma delle antenne può variare in modo significativo. La maggior parte degli Andoriani del XXII secolo ha le antenne posizionate nelle ossa frontali del cranio e lo stesso vale per gli Aenar. Nel XXIII secolo invece si sono visti Andoriani le cui antenne spuntavano più indietro, sulle ossa parietali. Altri, invece, in particolare nel secolo successivo, hanno antenne più lunghe e sottili.
Gli Andoriani hanno il sangue blu scuro, visibilmente non viscoso e traslucido. Le lingue e le gengive possono essere sia blu scuro che rosa.

## Società e cultura degli Andoriani
Gli Andoriani sono una razza militarista e un piccolo esempio di ciò è il fatto che le loro armi non possono essere impostate in modalità non letale. Considerano inoltre un onore servire nella Guardia Imperiale e il grado militare ha grande influenza nella reputazione sociale. Gli Andoriani disapprovano la disonestà, non combattono mai senza una ragione e non sono in grado di fare il doppio gioco. Sono considerati molto emotivi, passionali e persino violenti, non sono molto caritatevoli né simpatici e tengono in gran conto il valore della famiglia.
Una parte cruciale della tradizione andoriana è lo Ushaan, un codice d'onore che prevede un duello fino alla morte con l'utilizzo di armi di ghiaccio, gli ushaan-tor. Questo codice d'onore prevede circa 12 000 regole che richiedono che il combattimento possa cessare se un combattente rende inerme l'altro in modo che quest'ultimo non possa più continuare lo scontro. Nonostante lo Ushaan possa essere richiesto come vendetta per una perdita personale, esiste un diritto di sostituzione secondo cui ogni contendente può avere un sostituto; inoltre i contendenti sposati possono posporre il duello indefinitamente, se essi non hanno figli in grado di tramandare la loro discendenza.
I membri della Guardia Imperiale che muoiono lontani da casa possono contare sui propri compagni affinché portino a casa parte di loro, come per esempio un po' del loro sangue. In seguito, come onore speciale, questo sangue può essere posto sul Muro degli Eroi su Andoria.
Le donne andoriane godono di una posizione equa, anche nelle forze militari. Inoltre esse possono iniziare una relazione intima assalendo un maschio. Il matrimonio andoriano richiede un gruppo di quattro persone, eccetto circostanze particolari, che vengono unite sotto lo stesso nome, detto keth, come se fossero membri di un clan.
Gli Andoriani sono noti per la loro determinazione e resistenza nel combattimento fisico, seppur per un tempo inferiore agli Umani a causa del loro metabolismo. Su Andoria viene insegnato loro a combattere con gli ushaan-tor sin da bambini.
Anche nella cultura andoriana è presente il concetto di Paradiso (Sha Ka Ree), un luogo idilliaco da cui si sviluppò la creazione. Quest'idea è menzionata da Sybok mentre parlava del pianeta Sha Ka Ree che sarebbe situato, secondo la tradizione andoriana, oltre la Grande Barriera di Energia, al centro della galassia, e che si dice sia impossibile da trovare.
L'Accademia per le Arti andoriana è considerata una delle migliori accademie artistiche della Federazione. Gli Andoriani producono una birra di colore blu mentre il Blues andoriano è uno stile musicale tipico della loro specie.
Gli Andoriani del film Star Trek indossano monili realizzati con pietre, utilizzano il flabbjellah, uno strumento musicale combinato con un'arma, e le donne indossano dei vestiti simili a dei kimono.

## Tecnologia degli Andoriani
Nel XXII secolo la Guardia Imperiale Andoriana disponeva di incrociatori da battaglia armati con cinque cannoni a particelle e protetti da scudi deflettori. I suoi soldati erano inoltre armati con armi al plasma e le loro armi non dispongono della regolazione "stordimento".

## Sviluppo

### Serie classica e film del 1979
Sin dalla loro prima apparizione nell'episodio Viaggio a Babel, nella prima stagione della serie originale, il loro aspetto cambiò significativamente, sia per motivi di budget che per miglioramenti nelle tecniche di make-up. La sceneggiatura dell'episodio descriveva gli Andoriani come "umanoidi, alti e abbastanza snelli. Se possibile, le orecchie saranno minimizzate, ma ci sono due delicate antenne affusolate che spuntano dalla testa. Nonostante i loro corpi fragili, gli Andoriani sono una razza di guerrieri feroci. I loro vestiti lo indicano in una certa misura e includeranno un'arma da taglio dall'aspetto pericoloso... portata per essere usata e non per cerimonia. Gli Andoriani sono di un pallido blu".
Gli Andoriani furono raffigurati per la prima volta da Fred Phillips. Non avendo ricevuto praticamente da alcuno indicazione su come realizzare il make-up di un Andoriano, Phillips dovette idearlo da solo. Il suo progetto iniziale prevedeva che le antenne si trovassero nella parte retrostante del capo in modo da poterle attaccare alla parrucca bianca. Phillips realizzò le antenne utilizzando la plastilina e, secondo l'archivista Richard Arnold, usò dei rocchetti di filo come estremità per le antenne. Le basi delle antenne erano in materiale rigido attaccato alle parrucche. Come tinta della pelle fu scelta una crema di colore blu marino, evidenziata con un'altra crema di una tonalità blu più scuro per ombreggiare il volto.
Nella serie originale, a detta dello sceneggiatore di Star Trek: Enterprise Fred Dekker, gli Andoriani furono una specie interessante dal punto di vista del make-up, ma non vennero sviluppate storie relative ai loro personaggi.
Il primo cambiamento nell'aspetto degli Andoriani si ebbe con il primo film, nel quale apparvero con delle creste frontali con lunghe e sottili antenne che partivano dal centro della fronte. Un particolare difficile da realizzare furono le parrucche bianche delle donne andoriane. Esse richiedevano una lavorazione con del materiale d'amido e del filo, tutto coperto con del cotone assieme a capelli veri.
Nella nuova serie televisiva Star Trek: The Next Generation non era prevista l'apparizione degli Andoriani, né di altre specie della serie originale, poiché Gene Roddenberry non voleva che la nuova serie fosse troppo dipendente dal passato. Nel film Star Trek V - L'ultima frontiera però compare una divinità andoriana dall'aspetto simile a quello della serie classica, a cui sono state poste le antenne nello stile del primo film, e negli anni successivi gli Andoriani compariranno in vari cameo nelle diverse serie televisive e nei film, ma senza storie rilevanti nelle trame.

### Star Trek: Enterprise
La decisione di introdurre nuovamente gli Andoriani nel franchise, in particolare in Star Trek: Enterprise, venne presa subito dai produttori esecutivi Rick Berman e Brannon Braga mentre riflettevano su quali cattivi inserire nell'episodio che poi sarebbe diventato Il caso andoriano durante la prima stagione. Braga decise inoltre che gli Andoriani sarebbero stati un avversario ideale per i Vulcaniani rendendoli interessanti sia da questo punto di vista, che dal punto di vista del make-up, migliorato molto negli anni grazie a nuove tecnologie.
L'adattamento degli Andoriani alla serie televisiva richiedeva di dare loro una profondità caratteriale, quindi di entrare di più nella loro psicologia e descrivere le loro paure e paranoie, come avvenuto nell'episodio Il caso andoriano, a cominciare dal contrasto con i Vulcaniani, di cui divennero una loro nemesi, anche sul piano emotivo. Fisicamente furono rappresentati in modo differente rispetto al passato, applicando il colore sulla pelle a strati sottili, in modo da rendere la pelle traslucida, invece che semplicemente colorarla.
L'onere di modificare il make-up degli Andoriani venne dato a Michael Westmore, il quale decise anche di rendere le antenne mobili. Esse furono inoltre posizionate sulla fronte e rese più spesse e segmentate, come nella versione originale. Il nuovo aspetto degli Andoriani venne subito considerato dagli autori un successo e la specie fece il suo ritorno nell'episodio Le ombre di P'Jem e in altre puntate nelle stagioni successive.

## Andoriani celebri
- Jennifer Sh'reyan, interpretata da Lauren Lapkus
- Ryn, interpretato da Noah Averbach-Katz
- Shran, interpretato da Jeffrey Combs, doppiato in italiano da Massimo Lodolo.
È membro della Guardia Imperiale Andoriana, tra i personaggi ricorrenti della serie televisiva Star Trek: Enterprise, in cui ha inizialmente il ruolo di antagonista del capitano Jonathan Archer (Scott Bakula), per divenire con il tempo un suo alleato e favorire la creazione della Federazione dei Pianeti Uniti.
- Shras, interpretato da Reggie Nalder.
È un ambasciatore dell'Impero Andoriano presso la Federazione dei Pianeti Uniti durante gli anni sessanta del XXIII secolo. Compare nell'episodio Viaggio a Babel della serie classica.
- Talas, interpretata da Molly Brink, doppiata da Clauda Catani.
- Talla, interpretata da Jasmine Anthony
- Tarah, interpretata da Suzie Plakson, doppiata da Anna Cesareni.
- Thelev, interpretato da William O'Connell.
È un membro della delegazione dell'Impero Andoriano cui fa capo l'ambasciatore Shras, ma si tratta in realtà di una spia che cospira per fomentare una guerra tra Andoriani e Tellariti. Compare nell'episodio Viaggio a Babel della serie classica.
- Va'Al Trask, interpretato da Kyle Gatehouse

## Merchandising
- Nel 1974 la ditta statunitense di giocattoli Mego ha realizzato una linea di action figure da 8" (circa 20cm) dedicata alla serie classica Star Trek, allora distribuita in syndication, dalle reti televisive locali del paese.[47] La linea comprendeva i personaggi protagonisti della serie, più alcuni "alieni", tra cui un "Andoriano", ispirato a Thelev, apparso nell'episodio Viaggio a Babel della serie classica.[48] Dell'Andoriano della Mego esistono diversi repro, prodotti in anni più recenti per soddisfare la ricerca da parte dei collezionisti, in particolare dalla EMCE Toys/Diamond Select, che ha riprodotto tutta la linea di Star Trek della Mego degli anni settanta, aggiungendo nuovi e inediti personaggi. Nel 2023 la risorta Mego ha annunciato la produzione di un nuovo "Andoriano", questa volta ispirato a Shras (anch'esso apparso nell'episodio Viaggio a Babel) per la Wave 16, in uscita per la fine dell'anno o l'inizio del 2024.[49]

## Filmografia

### Cinema
- Star Trek (Star Trek: The Motion Picture), regia di Robert Wise (1979)
- Rotta verso la Terra (Star Trek IV: The Voyage Home), regia di Leonard Nimoy (1986)

### Televisione
- Star Trek - serie TV, 4 episodi (1967-1969)
- Star Trek - serie animata, episodi 1x02-1x12 (1973)
- Star Trek: The Next Generation - serie TV, episodi 3x16-3x19 (1990)
- Star Trek: Enterprise - serie TV, 14 episodi (2001-2005)
- Star Trek: Discovery - serie TV, 14 episodi (2018-2022)
- Star Trek: Picard - serie TV, episodi 1x01-1x02-2x01 (2020-2022)
- Star Trek: Lower Decks - serie animata, 30 episodi (2020-2023)
- Star Trek: Prodigy - serie animata, 9 episodi (2022)
- Star Trek: Strange New Worlds - serie TV, episodi 1x05-2x07-2x08 (2022-2023)

## Videogiochi (parziale)
- Star Trek Online (2010)
- Star Trek Timelines (2016)